# Братила (Бакау)
Братила (рум. Brătila) насеље је у Румунији у округу Бакау у општини Хелеђу. Oпштина се налази на надморској висини од 269 m.

## Становништво
Према подацима из 2002. године у насељу је живело 2036 становника, од којих су сви румунске националности.